# ALZip
ALZip es un archivo y programa de compresión desarrollado por ESTsoft para Microsoft Windows.
ALZip es un programa de compresión de archivos que puede admitir 40 tipos diferente archivos comprimidos, incluidos .zip, .rar, .ace, .alz, .egg, etc.
ALZip goza de popularidad en Corea del Sur. El formato EGG fue desarrollado por ESTSoft para el soporte Unicode, y ofrece la adquisiciónde licencia separada para uso comercial.

## Historia
En 1999, Min Young Hwan, director ejecutivo de ESTSoft solicitó el desarrollo de un software de compresión en Hangul, el cual fue hecho para uso interno de los empleados de la compañía en respuesta a la frustración al utilizar la interfaz inglesa del archivador WinZip. El nombre «ALZip» fue escogido después de un debate, resultando el «AL» de una traducción literal del coreano «al» (Hangul: 알) «Huevo» + «Zip», literalmente sería como EggZip. Dado que WinZip, que era ampliamente utilizado en ese momento, y era un programa comercial (shareware), no era compatible con la interfaz Hangul. En ausencia de un programa adecuado para ser utilizado de forma gratuita por las empresas o instituciones públicas, se utilizó el componente ziptv [5] de Delphi para desarrollarlo. Se convirtió en el software líder de ESTSoft que lideró la marca.
La interfaz coreana fue inmediatamente bien recibida y más tarde ese año ALZip fue lanzada públicamente como freeware. En poco más de un año, ALZip se convirtió en el programa zip más popular en Corea y en diciembre de 2001 fue el software más descargado en le país. En 2004, había alcanzado una participación de mercado del 70% en Corea del Sur. La popularidad del software y el formato de archivo ALZ jugaron un papel importante en la obtención de un lugar para ESTsoft en los Premios a la Innovación Digital de las 100 Mejores Compañías en Corea del Sur teniendo el software especial mención.
Al principio de su desarrollo, ALZip introdujo el formato de archivo ALZ para lidiar con las limitaciones de tamaño de archivo del formato ZIP. La compresión ALZ no tiene un límite superior teórico para los tamaños de archivo, ya que solo están limitados por los límites del sistema operativo o la cantidad de almacenamiento disponible. El formato de archivo se ha vuelto común en Corea.
La primera versión en inglés se lanzó en 2002. Desde entonces, se ha agregado soporte para más de 20 idiomas en la versión 7, incluyendo el español

## Cambios de licencia
Originalmente, ALZip se lanzó como freeware, sin embargo, en octubre de 2001 cambió a libre para uso doméstico, para uso del gobierno que requiere una licencia de software. En abril de 2002, también se introdujo la licencia de negocio para uso comercial. Las licencias se basaban en el sistema de honor y no había pantallas molestas(nag screeen).
Con el lanzamiento de la versión 7, la licencia fue cambiada de freeware a adware, mostrando anuncios desplegados, y finalmente desde el 1 de diciembre de 2008, todas las nuevas versiones son shareware que requieren una licencia paga excepto en su idioma original coreano, que no requiere licencia.
Con la versión 8.51, desde el 22 de agosto de 2012, ALZip cambió la licencia, el producto de pago tiene licencia gratuita. En la página de descarga de ALZip hay un número de serie para copiar y pegar cuando instala AlZip, para tener la licencia del software de forma gratuita. La noticia están disponibles en este sitio https://web.archive.org/web/20140223091755/http://www.altools.com/Home/News.aspx?&articleIdx=59&m=3, esta versión del programa está en inglés, sin embargo se la puede encontrar en español en la web.

## Denominación y mascotas
El nombre «ALZip» estuvo escogido, cuando el «AL» parte es un transliteration del coreano «aljip» (Hangul: 알집), literalmente EggZip. Otro ALTools la característica similar egghead caracteres de historieta como mascota para cada programa.
Además, ALZip se integra en la función «Nueva carpeta» de Explorador de Windows, donde las carpetas nuevas se crean usando nombres de aves. #hecho.

## Asuntos encima formato de archivo
En 2003, había una controversia sobre ALZip formato de archivo de compresión propio ALZ, cuándo un desarrollador de otra utilidad de compresión coreana, «빵집» insistió en que ALZip los usuarios estuvieron forzados para utilizar el ALZip archiver cuándo descomprimiendo ALZ archivos. También insista que ESTsoft no ofrece bibliotecas de descompresión, y tercer-partido archiver los desarrolladores han utilizado ingeniería inversa para desarrollar sus algoritmos propios.
La versión actual de «빵집» soportes ALZ formato.
Y, en ALZip 8.0 versión de beta, ESTsoft hecho algún formato. *.HUEVO

### Formato de archivo ALZ
ALZ es un formato de archivo comprimido autoportante. PKZIP no admitía la compresión de archivos de gran tamaño de más de 4 GB en versiones anteriores al 4.5, por lo que el formato ALZ que admite esto se popularizó en Corea. Además, la compresión de la partición zip es diferente para diferentes implementaciones de programas como PKZIP y WinZip. De hecho, fue en ese momento para crear un nuevo formato, como se muestra en el RAR después de ZIP, RAR5, ZIPX y 7z.
ALZ usa los algoritmos de compresión bzip2 y DeFlate modificados y tiene una estructura similar al formato de archivo ZIP. PKWARE, que desarrolló el formato de archivo ZIP, lanzó mucha información, y había muchos desarrolladores de compresión compatibles con zip.

#### Controversia de exclusividad
El año 2001, cuando se introdujo Alz en el formato de archivo ALZ, era una época en la que muchos programas rivales coreanos competían, y el software East se estaba preparando para la monetización. En ese momento, incluso PKWARE, el creador del formato ZIP, había sido lo suficientemente prudente como para sospechar de un monopolio del mercado al introducir la función Sign. Sin embargo, cuando la empresa con la mayor cuota de mercado comienza a usar ALZ, su propio formato de archivo comprimido, y los competidores no pueden soportarlo, se crea una atmósfera agresiva para que la empresa expanda rápidamente su mercado. Por otro lado, el algoritmo de compresión bzip2 modificado utilizado en el formato ALZ inicial era un tipo no estándar que originalmente eliminaba algunos bits del algoritmo bzip2 y modificaba las firmas, por lo que fallaron muchos intentos de ingeniería inversa por parte de los competidores. Por lo tanto, aunque Eastsoft estaba destinado a admitir la creación de más de 4 GB de archivos y la creación de archivos divididos, se sospecha que EastSoft altera intencionalmente el formato de archivo comprimido para colocarlo en una posición dominante en el mercado. Como se eliminó la versión 5.0 de AlS, el algoritmo de compresión se reescribió en función de la deflación, lo que ocasionó que el archivo ALZ generado por el antiguo algoritmo bzip2 modificado a veces no resolviera correctamente la nueva versión de AlS. Como el algoritmo DEFLATE se usa sin modificación, el problema de compatibilidad se elimina y el formato de compresión se puede analizar fácilmente. Además, los archivos antiguos que no funcionan bien con la última versión conocida se admiten contactando con East Software.
Desde el punto de vista de los derechos de autor, la licencia BSD adoptada por bzip2 es libre de transformar código, redistribuirlo en forma de código cerrado y producir software comercial. Debido a esto, bzip2 no es una infracción de derechos de autor, y no hay obligación de notificar a bzip2 que el software modificado se basa en la licencia BSD. En relación con la reciente controversia de derechos de autor, East Soft ha hecho su posición en su blog oficial. También existe controversia sobre KMPlayer como una sospecha de copyright similar.

#### Ingeniería inversa
En ese momento, la atmósfera de la industria nacional presionó fuertemente a EastSoft para que liberara la biblioteca y el código fuente para descomprimir el formato de archivo ALZ. Mientras tanto, Yang Byeong-gyu abrió la primera panadería compatible con ALZ compatible con el formato de archivo ALZ mediante ingeniería inversa. El formato ALZ utilizado en álgebra 5.0 fue relativamente fácil de analizar utilizando el algoritmo DEFLATE, pero se encontró que el formato de archivo utilizado en álgebra 4.9 era un algoritmo bzip2 modificado mediante ingeniería inversa de archivos comprimidos. La biblioteca de descompresión en el formato de archivo ALZ fue lanzada como una licencia zilb por un desarrollador que lo anunció. Es un programa para desempaquetar archivos .alz, y el autor ha desarrollado y lanzado unalz [10], que se puede usar en consolas como BSD / Linux / OS X, utilizando esta biblioteca. Luego se desarrolló un complemento Total Commander para descomprimir el archivo .alz basado en esta fuente. Ahora, East Software está distribuyendo módulos de descompresión gratuitos para alz y huevo.
Los programas que admiten el formato de archivo ALZ incluyen Argel, Bakeries, ZipZag, ZipZag, Twitter, Bandi (compresión antigua) y ZIP +.

### Formato de archivo EGG

#### Fondo
EGG es un formato de archivo comprimido introducido por primera vez en ALZip versión 8.0. EstSoft lo presenta como un formato de archivo comprimido de próxima generación desarrollado para complementar las deficiencias del formato de archivo ALZ existente.

#### Características
El formato de archivo EGG tiene las siguientes características en comparación con el formato de archivo ALZ existente.
- El soporte Unicode de codificación: A diferencia de la tradicional ALZ fue apoyado formatos de archivos almacenados en el nombre del archivo solo MBCS, huevo compatibilidad del formato de archivo al soporte multilingüe mejorado nombres de archivo Unicode en UTF-8 método de codificación de almacenamiento se ha fortalecido.
- Varios algoritmos de compresión apoyados: EGG apoyar la LZMA algoritmo de compresión DEFLATE y algoritmos de compresión BZIP2 utilizado, así como en 7-Zip fue apoyada por el ALZ existente, y también utilizar un algoritmo de AZO algoritmo de compresión propietaria.
- Apoyo a una variedad de algoritmos de cifrado: formatos de archivo ALZ se utilizaron algoritmo de cifrado utilizado por el producto postal antigua CRYPTO, Zip 2.04 formato de archivo, los algoritmos de cifrado se les da una gran cantidad de programas de hacking para romper la contraseña después de los niveles de cifrado no es fuerte. Por otro lado, el formato de archivo EGG admite algoritmos de cifrado de alto nivel como AES128 y AES256.
- Función automática de selección de algoritmo de compresión por extensión de archivo: AlSeo 8.0 tiene una función de usar algoritmo de compresión por separado para cada extensión de archivo al comprimir por EGG. Por ejemplo, al comprimir un archivo de texto, el algoritmo BZIP2 tiene una buena eficacia de compresión, por lo que se comprime con BZIP2 y el archivo ya comprimido se guarda sin compresión. (Algunos productos usan técnicas de archivo para acortar el tiempo de compresión en forma de omisión de compresión para archivos con algunas extensiones).
- Soporte de compresión sólido: admite compresión sólida compatible con 7-Zip o RAR. La compresión sólida es un método de compresión que aumenta la relación de compresión, en lugar de abandonar la capacidad de manipular archivos individuales en el archivo comprimido. Si lo usa para ser comprimido a una relación de compresión muy alto de acuerdo a las características de los datos originales, sino que hace que sea difícil para recuperarse de la corrupción del archivo.

#### Qué cambia automáticamente al formato EGG
- Cambio automático de EGG al comprimir archivos de 4 GB o más: desde la versión 8.0, los archivos comprimidos se crean de forma predeterminada en formato ZIP 2.04. Sin embargo, debido a la limitación del formato ZIP 2.04, la compresión de archivos de más de 4 gigabytes se comprime en formato de archivo EGG.

- Cambio automático de EGG en compresión dividida: dado que los formatos de archivo ZIP (ver2.04) y ALZ existentes tenían que establecerse en 3 caracteres con .alz, a00, a01, ..., a99 (z99) La cantidad de archivos que se pueden usar es de solo 101. Sin embargo, en formato de archivo EGG, RAR es similar a 7z. En forma de .VOL1.EGG, .VOL2.EGG, ..., Admite la segmentación infinita de archivos y cambia automáticamente a EGG cuando se divide el archivo. Como referencia, el formato ZIP de pkware en appnote.txt es 6.3.4 y 6.5 es el último.